# Dmytro Pidroetsjny
Dmytro Pidroetsjny (Ternopil, 5 november 1991) is een Oekraïens biatleet. Hij vertegenwoordigde zijn land op de Olympische Winterspelen 2014 in Sotsji, de Olympische Winterspelen 2018 in Pyeongchang en de Olympische Winterspelen 2022 in Peking. In 2019 werd hij uit het niets wereldkampioen op de 12,5 km achtervolging.

## Carrière
Pidroetsjny maakte zijn debuut in de wereldbeker in het seizoen 2012/2013, met een 98ste plaats in de 10 km spint in Pokljuka. Het duurde tot december 2013 om voor het eerst punten te scoren, dit deed hij met een 6de plaats in de sprint van Hochfilzen. Hij nam dat seizoen ook deel aan de Olympische winterspelen in Sotsji. Daar werd hij samen met Andrij Deryzemlja, Artem Pryma en Serhij Semenov 9de in de 4×7,5 km estafette.
In 2015 behaalde  Pidroetsjny zijn eerste podiumplaats in de wereldbeker door samen met Iryna Petrenko, Valentina Semerenko en Serhij Semenov 3de te worden in de gemengde estafette in Nové Město na Moravě. Ook maakte hij dat jaar zijn debuut op de Wereldkampioenschappen biatlon in Kontiolahti, waar zijn beste resultaat een 9de plaats was in de mannen estafette samen met Artem Pryma, Oleksander Zhyrnyi en Serhij Semenov. Hij nam in Pyeongchang voor een tweede maal deel aan de Olympische winterspelen. Met een 7de plaats samen met Iryna Petrenko, Yuliia Dzhima en Artem Pryma verwierf hij een Olympisch diploma.
Pidroetsjny boekte op hij zijn grootste successen in zijn carrière op de Wereldkampioenschappen biatlon 2019in Östersund, in de 10 km sprint werd hij 4de wat een evenaring was van zijn hoogste individuele notering in een wereldbeker. De volgende dag wist hij deze prestatie te overtreffen door goud te veroveren in de aansluitende 12,5 km achtervolging, wat bovendien ook zijn eerste wereldbekerzege en zelf zijn eerste podium in een niet-team event was. Mede door deze zege eindigde hij het de eindstand van de wereldbeker van het seizoen 2018/2019 18de. In Peking nam hij voor de derde keer deel aan de Olympische Winterspelen. Met als beste resultaat een 9de plaats in de estafette samen met Artem Pryma, Bogdan Tsymbal en Anton Dudchenko. 
In 2022 diende Pidroetsjny drie maanden in het Oekraïens leger als gevolg van de Russische invasie van Oekraïne. Daardoor liep hij trainingsachterstand op. Bovendien raakte hij besmet met COVID-19 en  geblesseerd aan de meniscus waardoor hij slechts aan één wereldbeker event en de wereldkampioenschappen deel nam in het seizoen 2022/2023. Toch behaalde hij op dat WK een 5de plaats in de 10 km sprint.

## Resultaten

### Olympische Winterspelen
| Jaar | Plaats      | Onderdeel   | Onderdeel | Onderdeel     | Onderdeel  | Onderdeel | Onderdeel          |
| Jaar | Plaats      | Individueel | Sprint    | Achtervolging | Massastart | Estafette | Gemengde estafette |
| ---- | ----------- | ----------- | --------- | ------------- | ---------- | --------- | ------------------ |
| 2014 | Sotsji      | 54e         | –         | –             | –          | 9e        | –                  |
| 2018 | Pyeongchang | –           | 21e       | 34e           | –          | 9e        | 7e                 |
| 2022 | Peking      | 18e         | 13e       | 13e           | 24e        | 9e        | 13e                |

### Wereldkampioenschappen
| Jaar | Plaats      | Onderdeel   | Onderdeel | Onderdeel     | Onderdeel  | Onderdeel | Onderdeel          | Onderdeel                 |
| Jaar | Plaats      | Individueel | Sprint    | Achtervolging | Massastart | Estafette | Gemengde estafette | Single gemengde estafette |
| ---- | ----------- | ----------- | --------- | ------------- | ---------- | --------- | ------------------ | ------------------------- |
| 2015 | Kontiolahti | –           | 49e       | 43e           | –          | 9e        | 11e                |                           |
| 2016 | Oslo        | –           | 44e       | DNS           | –          | 16e       | 4e                 |                           |
| 2017 | Hochfilzen  | 41e         | 28e       | 14e           | 25e        | 6e        | 5e                 |                           |
| 2019 | Östersund   | –           | 4e        | Goud          | 10e        | –         | 7e                 | 5e                        |
| 2020 | Antholz     | –           | 10e       | 30e           | 23e        | 12e       | 5e                 | 10e                       |
| 2021 | Pokljuka    | 66e         | 22e       | 27e           | –          | 5e        | 4e                 | –                         |
| 2023 | Oberhof     | –           | 5e        | 8e            | 23e        | 13e       | 10e                | 15e                       |

### Wereldkampioenschappen junioren
| Jaar | Plaats               | Onderdeel   | Onderdeel | Onderdeel     | Onderdeel |
| Jaar | Plaats               | Individueel | Sprint    | Achtervolging | Estafette |
| ---- | -------------------- | ----------- | --------- | ------------- | --------- |
| 2010 | Torsby               | –           | –         | –             | 8e        |
| 2011 | Nové Město na Moravě | 32e         | 26e       | 54e           | 7e        |
| 2012 | Kontiolahti          | 8e          | 9e        | 11e           | 8e        |

### Wereldbeker
Eindklasseringen
| Seizoen   | Algemeen | Individueel | Sprint | Achtervolging | Massastart |
| --------- | -------- | ----------- | ------ | ------------- | ---------- |
| 2012/2013 | –        | –           | –      | –             | –          |
| 2013/2014 | 48e      | –           | 44e    | 48e           | 36e        |
| 2014/2015 | 44e      | –           | 39e    | 42e           | –          |
| 2015/2016 | 37e      | –           | 40e    | 34e           | 26e        |
| 2016/2017 | 27e      | –           | 21e    | 25e           | 25e        |
| 2017/2018 | 37e      | –           | 29e    | 30e           | –          |
| 2018/2019 | 18e      | –           | 19e    | 15e           | 20e        |
| 2019/2020 | 17e      | 30e         | 16e    | 19e           | 15e        |
| 2020/2021 | 25e      | –           | 24e    | 24e           | 28e        |
| 2021/2022 | 37e      | 44e         | 28e    | 45e           | –          |
| 2022/2023 | 86e      | –           | 72e    | –             | –          |

Wereldbekerzeges
| Nr.         | Datum         | Plaats      | Onderdeel                  |
| Individueel | Individueel   | Individueel | Individueel                |
| ----------- | ------------- | ----------- | -------------------------- |
| 1.          | 10 maart 2019 | Östersund   | 12,5 km achtervolging (WK) |